# Гатон (герцог Аквітанії)
Гатон I (*Hatton, д/н —744) — герцог Аквітанії у 735—744 роках.

## Життєпис
Походив з роду Боггіса. Син Одо I, герцога Аквітанії. Про дату народження та молоді роки нічого невідомо. У 735 році після смерті батька разом з братом Гунальдом розділив родинні володіння, отримавши більшу частину герцогства Аквітанського. Своєю резиденцією обрав місто Пуатьє. Тому часто зветься як граф де Пуатьє.
Водночас майордом Карл Мартел, який прагнув підкорити Аквітанію, перетнув Луару, дійшов до Гаронни, захопив замок Блай, розташований на її правому березі, а потім, перебравшись через річку, захопив місто Бордо, після чого зайнявся підкоренням області. 737 року Гатон разом з братом намагався чинити опір, але в підсумку потрапив в полон. В свою чергу Карл Мартел був змушений визнати за Гунальдом I права на Аквітанію, за умови, що він принесе оммаж. Після цієї клятви майордом франків відпустив Гатона.
742 року підтримав майордома Піпіна Короткого, якому передав як заручника сина Артгара. 744 року Гатон посварився зі своїм братом. В результаті військової сутички зазнав поразки й потрапив у полон. Гатона було засліплено, а Гунальд став володарем Аквітанії і Васконії. Невдовзі Гатон помер.

## Родина
- Луп, герцог Аквітанії та Васконії
- Артгар
- Іктер, граф Оверні